# Alex Gaumond
Alexandre “Alex” Gaumond (Montreal, 9 aprile 1978) è un attore e cantante canadese.

## Biografia
Nel 1997 si trasferì nel Regno Unito per studiare alla Guildford School of Acting, dove si laureò nel 2000. Fece il suo debutto sulle scene pochi mesi dopo, nel tour asiatico di Miss Saigon in scena nelle Filippine, Hong Kong e Singapore; faceva parte dell’ensemble ed era il primo sostituto per il ruolo del protagonista maschile, Chris. Il debutto londinese avvenne l’anno successivo, quando entrò nel cast dell’adattamento musicale di The Full Monty in scena al Prince of Wales Theatre. Nel 2003 e 2004 recita nei tour britannici di Miss Saigon e The Full Monty, mentre nel 2005 tornò sulle scene londinesi con il musical di Natale Scrooge, in scena al London Palladium. Nel 2006 recitò nuovamente nel West End, nel musical Premio Pulitzer Sunday in the Park with George al Wyndham's Theatre con Jenna Russell.
Sempre nel 2006 è il sostituto del protagonista Nathan in Guys and Dolls a Manchester, mentre l’anno successivo è ancora nel West Enc con Desperately Seeking Susan al Novello Theatre. Nel 2009 si unisce al tour inglese del musical We Will Rock You nel ruolo di Galileo Figaro, un ruolo che tornò a ricoprire nel West End nel 2012, dopo aver interpretato Emmett Forrest in Legally Blonde al Savoy Theatre nel 2011. Per la sua performance nel ruolo di Emmett ha ricevuto una candidatura al Laurence Olivier Award al miglior attore in un musical. Nel 2012 è Gesù in Jesus Christ Superstar in scena a Lubiana, in Slovenia. Nel 2013 è Alberto Beddini in Top Hat all'Aldwych Theatre, mentre nel dal 2013 al 2014 interpreta la signorina Trinciabue in Matilda al Cambridge Theatre del West End londinese. Nel 2014 recita nuovamente al Savoy Theatre, come Freddy Beson in Dirty Rotten Scoundrels.
Nel marzo e aprile 2015 recita al London Coliseum in un allestimento semiscenico di Sweeney Todd, con Emma Thompson, Bryn Terfel, John Owen-Jones e Rosalie Craig. Nell'estate dello stesso anno recita al Regent's Park Open Air Theatre in Sette spose per sette fratelli. Nel 2016 recita in ruoli principali in Into the Woods a Manchester e The Trial of Jane Fonda e A Christmas Carol a Londra. Nel 2017 recita nel ruolo di Petruccio ne La bisbetica domata al Globe Theatre e in quello di Stuart Gellman in Caroline, or Change a Chichester. Nel dicembre dello stesso anno recita nella sua terza diversa produzione del Canto di Natale, in scena all'Old Vic. Nel 2018 recita in un acclamato allestimento del musical di Stephen Sondheim Company, diretto da Marianne Elliott ed interpretato, tra gli altri, da Patti LuPone e Rosalie Craig.

## Filmografia
- Appuntamento al parco (Hampstead), regia di Joel Hopkins (2017)